# Tywi

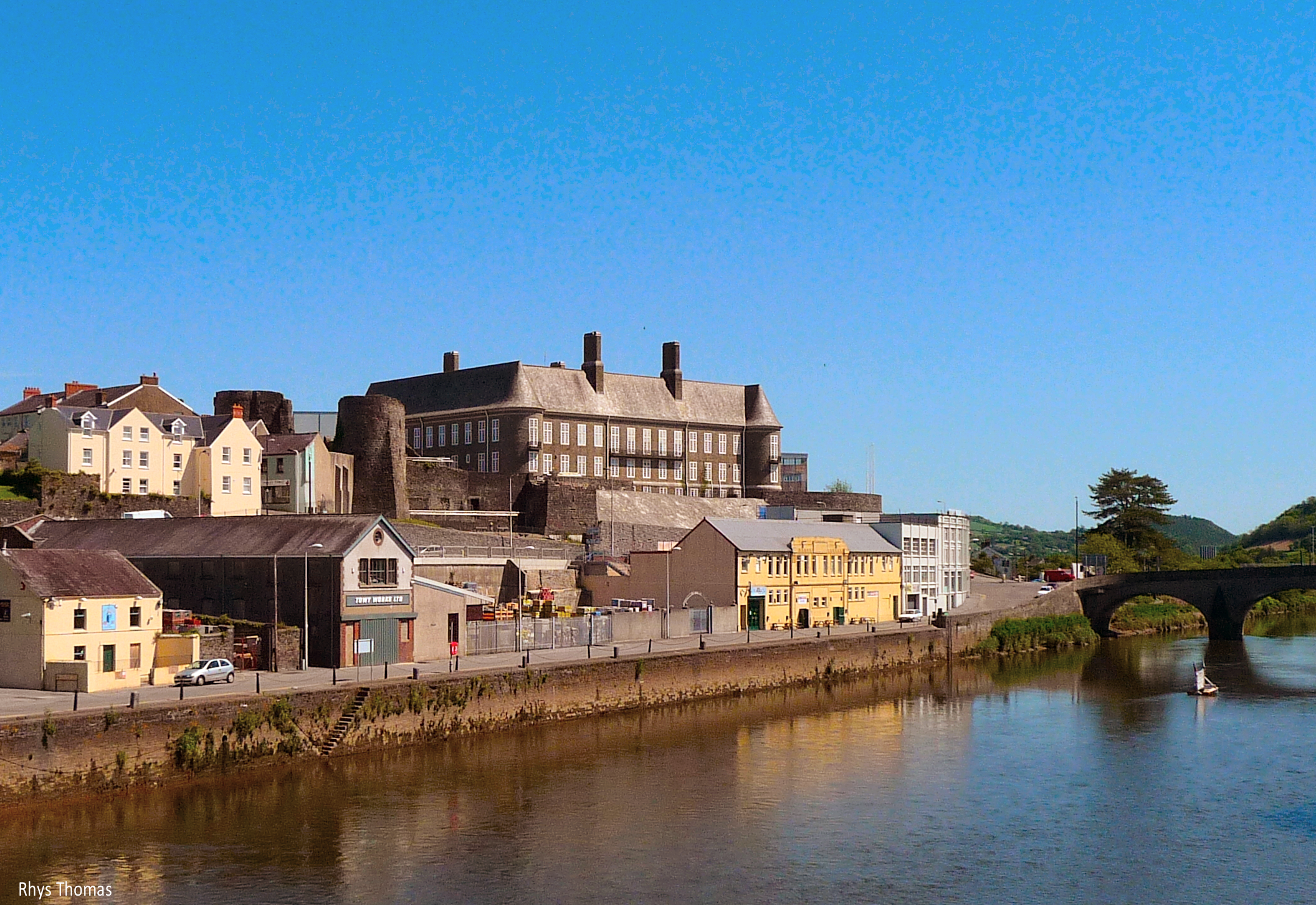
Tywi in Carmarthen.

 Towy, of Tywi, (in het Welsh: Afon Tywi) is de langste rivier die enkel en alleen in Wales stroomt.
De rivier ontspringt in de Cambrisch Gebergte en stroomt door het Tywi Forest en vormt daar de grens tussen Ceredigion en Powys. De rivier stroomt zuidwestwaarts door de steden Llandovery en Llandeilo in Carmarthenshire. In Carmarthen vloeit de rivier samen met de Afon Gwili in Abergwili. Ten slotte vloeit de Tywi, in de baai van Carmarthen, in een estuarium met de Tâf en de Gwendraeth, oostwaarts van Pendine Sands. De monding van het estuarium van de Towy wordt beheerst door Llansteffan Castle, een 12de-eeuws kasteel in Normandische stijl.